# Mali na Mistrzostwach Świata w Lekkoatletyce 2017
Mali na Mistrzostwach Świata w Lekkoatletyce 2017 – reprezentacja Mali podczas Mistrzostw Świata w Londynie liczyła 1 zawodniczkę, która nie zdobył medalu.

## Rezultaty
| Zawodniczka    | Konkurencja        | Eliminacje | Eliminacje | Półfinał | Półfinał | Finał    | Finał   |
| Zawodniczka    | Konkurencja        | Rezultat   | Pozycja    | Rezultat | Pozycja  | Rezultat | Pozycja |
| -------------- | ------------------ | ---------- | ---------- | -------- | -------- | -------- | ------- |
| Djénébou Danté | Bieg na 400 metrów | 54,04      | 48.        | NQ       | NQ       | NQ       | NQ      |